# Kommundel
Kommundel betecknar en del av en kommun i Sverige. 
Det finns ingen särskild juridisk definition för termen. Vissa kommuner är officiellt indelade i kommundelar. I andra fall kan det vara rent informellt och helt enkelt betyda "en del av kommunen". I en kommundel, som på grund av geografiskt läge eller annat skäl kan anses behov av ett begränsat självstyre, kan en kommundelsnämnd inrättas.
Som exempel kan nämnas Umeå kommun som har tre kommundelar: Holmsund-Obbola, Hörnefors och Sävar. Olika kommuner kan ha olika namn på och olika befogenheter för dessa områden, vilket gör det svårt att jämföra kommundelar i olika kommuner.

## Motsvarande begrepp i andra länder

### Polen
I Polen kallas kommundelarna på landsbygden sołectwo, och styrs av ett lokalt direktvalt byråd och en byäldste.

### Tyskland
I Tyskland används begreppet Ortsteil om en mindre ort eller ett bostadsområde som ingår i en kommun (Gemeinde) eller en stad (Stadt). En Ortsteil kan ha vissa lokala funktioner delegerade från central kommunal nivå till kommundelens/stadsdelens administration. Ofta har de uppstått genom att en tidigare självständig kommun genom sammanslagning bildat en Ortsteil inom en större kommun.
I praktiken varierar begreppets innebörd och storleken på en Ortsteil kraftigt; stadsdelen Neukölln i Berlin, Ortsteil Berlin-Neukölln har till exempel omkring 164 000 invånare medan många lantliga byar endast har några hundra invånare. Gemensamt för alla är dock att de utgör en underindelning av en kommun. Storstäder använder även begreppet Bezirk eller Stadtbezirk som en högre mellannivå där flera Ortsteile ingår (jämför svenskans Stadsdelsområde).